# Engelhardtia mollis
Engelhardtia mollis là một loài thực vật có hoa trong họ Juglandaceae. Loài này được Hu mô tả khoa học đầu tiên năm 1940.